# Choisel
Choisel là một xã thuộc tỉnh Yvelines, trong vùng Île-de-France, Pháp, có cự ly cách Rambouillet khoảng 15 km về phía đông bắc.
Người dân địa phương trong tiếng Pháp gọi là Choiséliens.

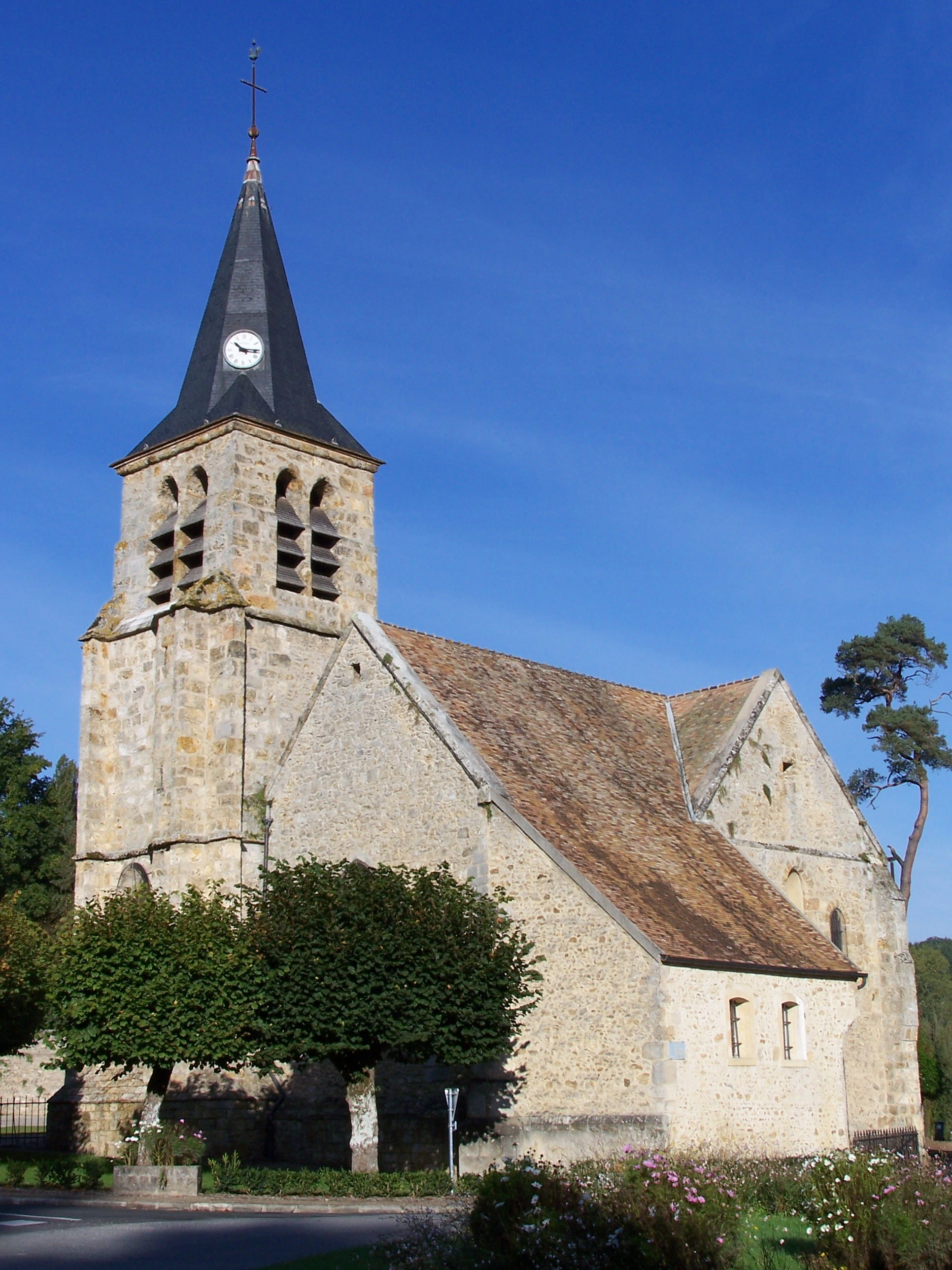
Nhà thờ Saint-Jean-Baptiste

Các xã giáp ranh là: Chevreuse về phía đông bắc, Boullay-les-Troux về phía đông, Pecqueuse về phía đông nam, Bullion về hướng nam-tây-nam, Cernay-la-Ville về phía đông nam, Senlisse về phía tây, Dampierre-en-Yvelines về phía tây bắc và Saint-Forget về phía bắc.

## Hành chính
| Date d'élection                  | Identité       | Parti |
| -------------------------------- | -------------- | ----- |
| Số liệu trước năm 2001 không rõ. |                |       |
| tháng 3 2001                     | Claude Juvanon | UMP   |

## Biến động dân số
| v. 1882                                          | 1990 | 1999 |
| ------------------------------------------------ | ---- | ---- |
|                                                  | 538  | 551  |
| Số liệu lấy từ năm 1982: Dân số không tính trùng |      |      |